# Euchaetes perlevis
Euchaetes perlevis là một loài bướm đêm thuộc phân họ Arctiinae, họ Erebidae.